# 김병근
김병근(1993년 7월 7일 ~ )은 전 KBO 리그 한화 이글스의 투수이다.

## 한화 이글스시절
2012년 신인드래프트 8라운드로 입단했다.

## 질롱 코리아시절
2018년/2019년 시즌 최종 17경기 6선발 3승 2패 평균자책점 6.94를 기록하여, 평균자책점은 높지만 꽤 괜찮은 성적을 냈다.

## 양주 레볼루션시절
2019년 3월 12일 성남 블루팬더스 상대로, 6⅔ 이닝 무실점을 기록했다.